# La Vie de la Vierge (Goltzius)
La Vie de la Vierge est une série d'estampes réalisée en 1593-1594 par Hendrik Goltzius. Elle est également appelée « le chef-d'œuvre de Goltzius » par les spécialistes.

## Description
La Vie de la Vierge est une série de six estampes portant sur la vie de la Vierge Marie et le début de celle de Jésus-Christ.
Il signe ses estampes d'un monogramme gravé à la manière de Dürer, en l'incrustant dans un élément inférieur du décor. Dans certains cas, il incruste même un caméo, comme dans La Circoncision, où il se représente en train de fixer le spectateur.
Les six estampes sont les suivantes :
1. L'ange Gabriel annonça à la sainte Vierge le mystère de l'incarnation : à la manière de Raphaël (Pone metum virgo)
2. La sainte Vierge visitant sainte Élisabeth : à la manière du Parmesan (Plena deo virgo)
3. Les pasteurs adorant l'enfant Jésus nouvellement né : à la manière du Bassan (Coeli opifex, rerum dominus)
4. Jésus Christ circoncis dans le temple : à la manière d'Albrecht Dürer (Cernis vt octaua)
5. Les mages offrant des présents à Jésus Christ : à la manière de Lucas de Leyde (Eoi Reges Bethlen)
6. La Sainte Famille où la Vierge assise au pied d'un arbre tient entre ses bras l'enfant Jésus qui caresse saint Jean Baptise : à la manière de Frédéric Barroche (Praecvrsor domini lactantis)

## Analyse

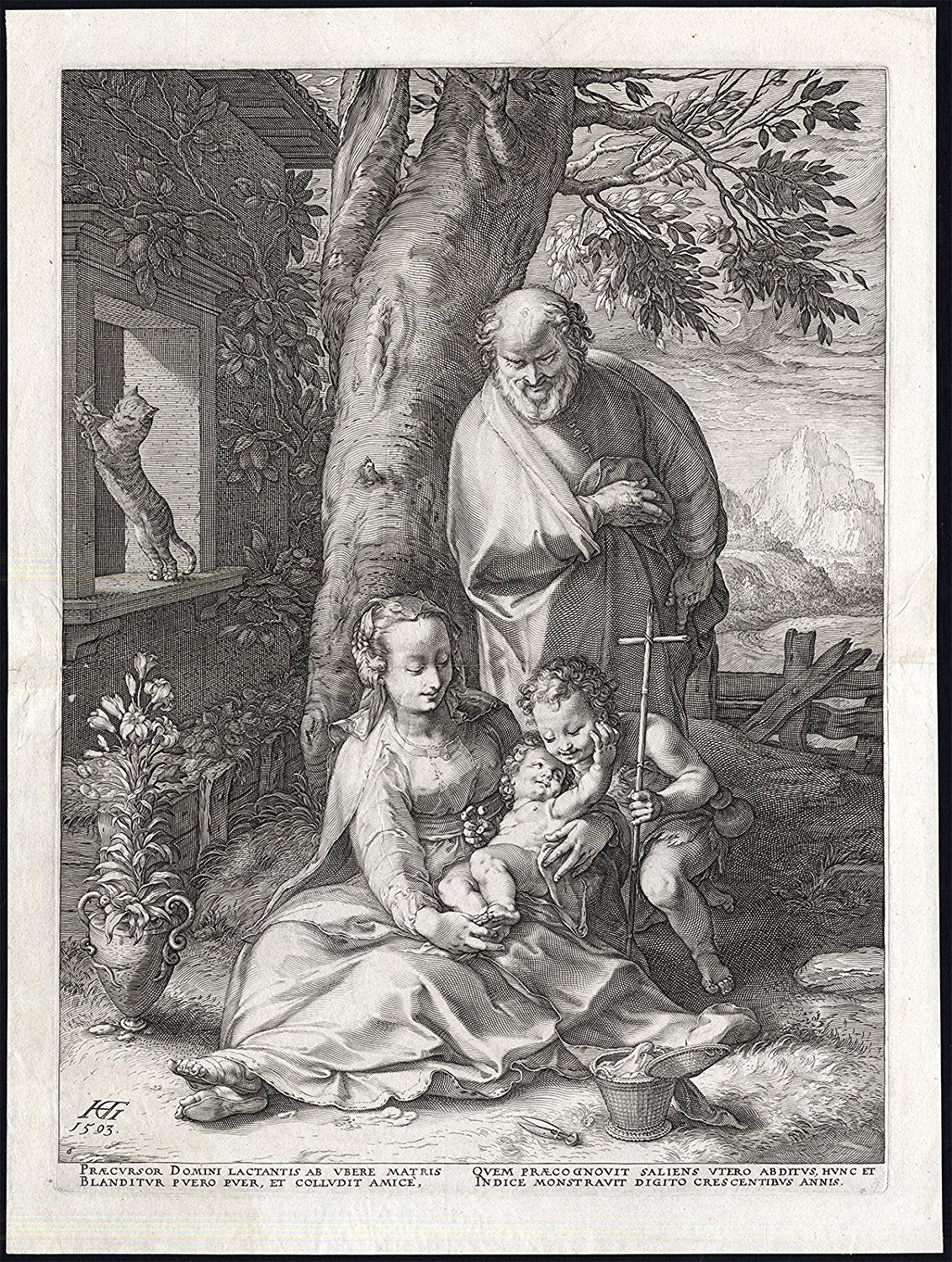
no 6 : La sainte famille où la Vierge assise au pied d'un arbre tient entre ses bras l'enfant Jésus qui caresse saint Jean Baptise

En 1590, Hendrik Goltzius entame un voyage en Italie, qui marque profondément son art. À son retour à Haarlem, il produit beaucoup d'œuvres, et l'année 1593 est celle de ses chefs-d'œuvre, dont la série de La Vie de la Vierge fait partie. Cette série est dédiée au duc de Bavière,.
Très marqué par l'art italien et pratiquant un « maniérisme apaisé » en opposition à Bartholomeus Spranger, il s'inspire néanmoins également des européens du Nord, dont Albrecht Dürer et Lucas de Leyde, qu'il pastiche ouvertement, quoi que lui a préféré le burin sur cuivre plutôt que sur bois,. C'est ainsi qu'il s'est inspiré et a réalisé chacune de ses compositions à la manière de celles d'autres graveurs célèbres : Raphaël, Parmigianino, Francesco Bassano l'Ancien, Lucas de Leyde, Albrecht Dürer et Federico Barocci,,,.
Il choisit le burin et situe les scènes dans des décors néerlandais, comme pour La Circoncision, qui est située dans une chapelle de l'église Saint-Bavon de Haarlem.
Considérés comme les ouvrages les plus réussis de l'artiste, qui selon Adam von Bartsch, a réussi à tromper les spécialistes sur la paternité des œuvres pour s'être fortement inspiré des maîtres cités — en particulier celles de Dürer et Leyde —, on parle du ou des « chefs-d'œuvre de Goltzius ».

## Conservation
Le musée des beaux-arts de Tourcoing conserve l'une des estampes, L'Adoration des mages.
Le British Museum conserve La Circoncision.

## Expositions notables
- « Magistrales gravures. L’entreprise Hendrik Goltzius », Kunstmuseum (Bâle), 2016.